# Kerzenheim
Kerzenheim település Németországban, Rajna-vidék-Pfalz tartományban. Lakosainak száma 2094 fő (2023. december 31.).

## Népesség
A település népességének változása:
| Lakosok száma | 2093 | 2114 | 2117 | 2124 | 2110 | 2094 |
|               | 1975 | 2017 | 2019 | 2021 | 2022 | 2023 |